# Tom Clancy's HAWX
 (octobre 2019).
Si vous disposez d'ouvrages ou d'articles de référence ou si vous connaissez des sites web de qualité traitant du thème abordé ici, merci de compléter l'article en donnant les références utiles à sa vérifiabilité et en les liant à la section « Notes et références ».
Tom Clancy's HAWX est un simulateur de vol de combat développé par Ubisoft Romania et édité par Ubisoft. Le titre est disponible sur PlayStation 3 et Xbox 360 depuis le 5 mars, et sur PC depuis le 19 mars 2009.

## Synopsis
En 2014, David A. Crenshaw, pilote d'élite de l'escadrille H.A.W.X. (High Altitude Warfare-Experimental) quitte l'US Air Force, après une carrière brillante avec ses coéquipiers, à la suite de la dissolution de leur escadrille de chasse. Ils rejoignent donc Artemis Global Security, le futur leader des sociétés militaires privées interarmées dirigé par Adrian DeWinter. Après plusieurs missions menées avec succès pour le compte d'Artemis, Crenshaw et son équipe refusent d'exécuter les ordres de leur supérieur qui leur demande d'attaquer le USS Lawrence, un porte-avion de l'US Navy. Après avoir sauvé le Lawrence dans le détroit de Magellan en faisant preuve d'un héroïsme exceptionnel, Crenshaw et ses hommes sont réaffectés d'urgence au sein de l'US Air Force. Ils devront dès lors faire preuve de courage et de sang froid afin de mener à bien leurs prochaines missions qui consisteront à déjouer les plans machiavéliques d'Artemis.

## Technique
Le jeu utilise des images du satellite GeoEye1 lancé en septembre 2008.

## Contenu
Le jeu propose plus de 50 avions sous licence (Lockheed Martin F-22 Raptor, Lockheed Martin F-117 Nighthawk, Dassault Rafale, Mikoyan-Gourevitch MiG-29... )